# Peraltilla
Peraltilla ist eine nordspanische Gemeinde (municipio) mit 215 Einwohnern (Stand: 2024) im Westen der Provinz Huesca in der Autonomen Region Aragonien.

## Lage und Klima
Peraltilla liegt etwas südlich der Sierra de la Carrodilla etwa 35 Kilometer (Fahrtstrecke) ostsüdöstlich der Provinzhauptstadt Huesca in einer durchschnittlichen Höhe von etwa 430 m. Durch die Gemeinde führt die Autovía A-22 und der Canal de Cinca. Das Klima ist warm und gemäßigt (die Winter sind relativ kalt, die Sommer heiß); Regen (ca. 570 mm/Jahr) fällt übers Jahr verteilt.

## Bevölkerungsentwicklung
| 1910 | 1930 | 1950 | 1970 | 1991 | 2001 | 2011 | 2020 |
| ---- | ---- | ---- | ---- | ---- | ---- | ---- | ---- |
| 426  | 372  | 250  | 246  | 175  | 169  | 202  | 209  |

## Wirtschaft
Vorherrschend sind Ackerbau (mit künstlicher Bewässerung) und Viehzucht.

## Sehenswürdigkeiten
- Salvatorkirche als Pfarrkirche

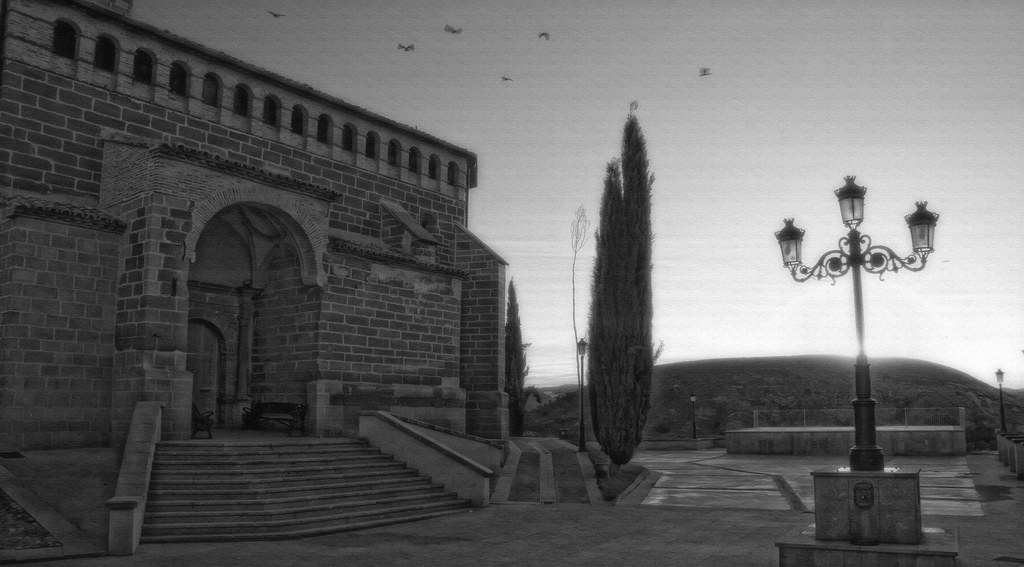
Salvatorkirche